# Лейброк, Йозеф Адольф
Йозеф Адольф Лейброк (нем. Joseph Adolph Leibrock; 8 января 1808, Брауншвейг — 8 августа 1886, Берлин) — немецкий виолончелист и музыкальный теоретик.

## Биография
Сын писателя Августа Лейброка.
Получил образование как философ, но затем обратился к занятиям музыкой. Первоначально учился игре на скрипке у Шарля Луи Мокура, затем перешёл на виолончель под руководством придворного музыканта Гёдике, изучал также теорию музыки у Людвига Цинкейзена. В 1830 году капельмейстер в Регенсбурге, затем вернулся в Брауншвейг и поступил в придворный оркестр виолончелистом, играл также на арфе. В 1843 году познакомился с Гектором Берлиозом при его выступлении в Брауншвейге, композитор высоко оценил его исполнительское мастерство; в том же году перевёл на немецкий язык берлиозовский «Трактат об инструментовке».
Написал музыку к драме Фридриха Шиллера «Разбойники», романсы, хоры. Автор различных переложений для виолончели и фортепиано, а также истории Брауншвейгской придворной капеллы (1865—1866) и монографии «Теория музыкальных аккордов» (нем. Musikalische Akkordenlehre; 1875). Среди его учеников Луи Кёлер и Альберт Юнгман.
Братья — Эдуард Лейброк (1810—1873), музыкальный издатель и торговец в Брауншвейге, и Август Августович Лейброк (1815—1879), музыкальный издатель и торговец в Санкт-Петербурге (с 1854 года), похоронен на Смоленском армянском кладбище.